# Thomas Lasvenes
Pas d'image ? Cliquez ici

a Compétitions nationales et continentales officielles uniquement.

b Matchs officiels uniquement.
Thomas Lasvenes, né le 6 mai 1996 à Villeneuve-sur-Lot, est un joueur français de rugby à XIII évoluant au poste d'arrière, d'ailier, de demi de mêlée ou de talonneur. Au cours de sa carrière, il a débuté à Villeneuve-sur-Lot avant de rejoindre Limoux avec lequel il dispute les finales du Championnat de France 2018 et de la Coupe de France 2018, toutes deux perdues. Il est toutefois récompensé du titre de meilleur joueur du Championnat 2018. Enfin, il connaît une sélection avec l'équipe de France contre la Serbie fin 2018.
Il est sélectionné en équipe de France pour prendre part à la première édition de Coupe du monde de rugby à 9 en 2019.

## Biographie
Il fait ses premiers pas en rugby à XIII à Pujols en Lot-et-Garonne avant d'intégrer en catégorie minimes le club de Villeneuve-sur-Lot avec son frère Benjamin Lasvenes,. Il découvre le Championnat de France de première division avec ce dernier à seulement dix-huit ans avant de rejoindre Limoux en 2017. Avec celui-ci, il atteint les finales du Championnat de France et de la Coupe de France en 2018 mais perd chacune des finales, il se révèle toutefois comme l'un des acteurs de ce Championnat puisqu'il est désigné meilleur joueur du Championnat par la Fédération devançant Mickaël Goudemand et Bernard Gregorius. Dans la vie civile, il est charpentier.
En 2021, dans le cadre d'une rencontre de préparation des Dragons Catalans, il est sélectionné dans le XIII du Président réunissant les meilleurs éléments du Championnat de France.

## Palmarès
- Collectif :
  - Finaliste du Championnat de France : 2018 (Limoux).
  - Finaliste de la Coupe de France : 2018 (Limoux).

- Individuel :
  - XIII d'or  2018 (Catégorie Joueur de l’année en Élite 1) (Limoux)[5].

### Détails en sélection
| Matchs internationaux de Thomas Lasvenes                                 | Matchs internationaux de Thomas Lasvenes | Matchs internationaux de Thomas Lasvenes | Matchs internationaux de Thomas Lasvenes | Matchs internationaux de Thomas Lasvenes | Matchs internationaux de Thomas Lasvenes | Matchs internationaux de Thomas Lasvenes | Matchs internationaux de Thomas Lasvenes | Matchs internationaux de Thomas Lasvenes | Matchs internationaux de Thomas Lasvenes | Matchs internationaux de Thomas Lasvenes | Matchs internationaux de Thomas Lasvenes |
|                                                                          | Date                                     | Adversaire                               | Résultat                                 | Compétition                              | Poste                                    | Points                                   | Essais                                   | Pen.                                     | Drops                                    |                                          |                                          |
| ------------------------------------------------------------------------ | ---------------------------------------- | ---------------------------------------- | ---------------------------------------- | ---------------------------------------- | ---------------------------------------- | ---------------------------------------- | ---------------------------------------- | ---------------------------------------- | ---------------------------------------- | ---------------------------------------- | ---------------------------------------- |
| 1.                                                                       | 7 octobre 2018                           | Serbie                                   | 54-2                                     | Amical                                   | Arrière                                  | 18                                       | 1                                        | 7                                        | 0                                        |                                          |                                          |
| Matchs internationaux de Thomas Lasvenes sous l'équipe de France de neuf |                                          |                                          |                                          |                                          |                                          |                                          |                                          |                                          |                                          |                                          |                                          |
| 1.                                                                       | 19 octobre 2019                          | Angleterre                               | 4-38                                     | Coupe du monde                           | Arrière                                  | 0                                        | -                                        | -                                        | -                                        |                                          |                                          |

### En club
| Saison    | Club               | Compétition           | Matchs | Points | Essais | Goals | Drops |
| --------- | ------------------ | --------------------- | ------ | ------ | ------ | ----- | ----- |
| 2014-2015 | Villeneuve-sur-Lot | Championnat de France | 14     | 70     | 7      | 21    | -     |
| 2015-2016 | Villeneuve-sur-Lot | Championnat de France | 20     | 121    | 11     | 38    | 1     |
| 2016-2017 | Villeneuve-sur-Lot | Championnat de France | 16     | 54     | 8      | 11    | -     |
| 2017-2018 | Limoux             | Championnat de France | 19     | 150    | 11     | 53    | -     |
| 2018-2019 | Limoux             | Championnat de France | 16     | 46     | 9      | 5     | -     |
| 2019-2020 | Villeneuve-sur-Lot | Championnat de France | 10     | 118    | 5      | 49    | -     |
| 2020-2021 | Villeneuve-sur-Lot | Championnat de France | 6      | 68     | 3      | 28    | -     |